# اوکانیا (نورته ده سانتاندر)
اوکانیا (نورته ده سانتاندر) (به اسپانیایی: Ocaña, Norte de Santander) یک سکونتگاه مسکونی در کلمبیا است که در بخش نورته د سانتاندر واقع شده‌است.

## خصوصیات
اوکانیا ۴۶۰ کیلومترمربع مساحت و ۸۸٬۸۵۸ نفر جمعیت دارد و ۱٬۲۰۲ متر بالاتر از سطح دریا واقع شده‌است.